# Большое Субботино
Большое Субботино — деревня в Благовещенском сельсовете Шумихинского района Курганской области.

## География
Расположено у реки Миасс.

## История
До 1917 года входила в состав Иванковской волости Челябинского уезда Оренбургской губернии. По данным на 1926 год село Большое Субботино состояло из 376 хозяйств. В административном отношении являлось центром Субботинского сельсовета Мишкинского района Челябинского округа Уральской области.

## Население
| 1989 | 2002 | 2010 |
| ---- | ---- | ---- |
| 114  | ↘92  | ↘57  |

По данным переписи 1926 года в селе проживало 1687 человек (780 мужчин и 907 женщин), в том числе: русские составляли 98 % населения.

## Русская православная церковь
В деревне находится Преображенская церковь (1860 года постройки).